# Chimera (Baku Yumemakura)
Chimera (キマイラ?, Kimaira) è una serie di romanzi scritti da Baku Yumemakura. Ne è in produzione un adattamento anime ad opera di Mamoru Oshii.

## Trama
Kō Ōtori, un normale studente delle superiori, fa da molto tempo lo stesso sogno: una bestia lo divora dall'interno. Quando incontra Reiichi Kuki, il migliore di tutta la scuola, avverte dei poteri nascosti risvegliarsi in lui.

## Pubblicazione
Originariamente Baku Yumemakura pubblicò la serie in sedici volumi bunkobon tra il 1982 ed il 2002, con copertine illustrate da Yoshitaka Amano. Tra il 2000 ed il 2002 venne ristampata in otto tankōbon, le cui copertine vennero sempre curate da Amano. Entrambe le edizioni vennero pubblicate da Asahi Sonorama. Asahi Shimbun Publications intraprese nel 2008 una terza pubblicazione, questa volta con volumi illustrati da Katsuya Terada, mentre Kadokawa Shoten ne incominciò una quarta nel 2013, chiamando come copertinista Shirow Miwa.

## Adattamento anime
Il 5 marzo 2018, l'ufficio stampa di Yumemakura rivelò via Twitter che Mamoru Oshii avrebbe adattato i romanzi in un lungometraggio cinematografico. Una nota dello scrittore sul tredicesimo volume della serie affermò che esso sarebbe stato un anime, sebbene ancora non fosse ben specificato il ruolo del cineasta all'interno della produzione. Solo il 15 dello stesso mese, il sito web Natalie confermò la sua presenza anche in veste di regista, segnando di fatto un ritorno al cinema d'animazione dopo The Sky Crawlers - I cavalieri del cielo del 2008 (se si esclude il videoclip del 2010 Je t'aime).